# Liste der denkmalgeschützten Objekte in Pierbach
Die Liste der denkmalgeschützten Objekte in Pierbach enthält die 4 denkmalgeschützten, unbeweglichen Objekte in Pierbach.

## Denkmäler
| Foto |                 | Denkmal                                                         | Standort                                  | Beschreibung | Metadaten |
| ---- | --------------- | --------------------------------------------------------------- | ----------------------------------------- | --- | --- |
| ja   | Datei hochladen | Burgruine Ruttenstein HERIS-ID: 19550 Objekt-ID: 15848          | Niederhofstetten Standort KG: Hofstetten  | Die im Jahr 1160 erstmals urkundlich erwähnte heutige Burgruine liegt 3,5 Kilometer nordöstlich von Pierbach auf 758 Metern Seehöhe. | BDA-Hist.: Q1015499 Status: Bescheid Stand der BDA-Liste: 2025-06-30 Name: Burgruine Ruttenstein GstNr.: .55, 921 Burgruine Ruttenstein |
| ja   | Datei hochladen | Kath. Pfarrkirche Hl. Quirinus HERIS-ID: 19549 Objekt-ID: 15847 | Dorfstraße Standort KG: Pierbach          | 1150 wurde die Kirche erstmals urkundlich erwähnt. Die romanischen Langhausmauern und der romanische Giebel aus dem 12. Jahrhundert wurden im 15. Jahrhundert überbaut. Es handelt sich um eine dreischiffige und dreijochige Staffelkirche mit Kreuzgrat und Sternrippengewölben in den Schiffen. Die Sakristei stammt aus dem 18. Jahrhundert. Auffällig ist das spätgotische kielbogige seitliche Eingangsportal. Der Hochaltar stammt aus dem 18. Jahrhundert. | BDA-Hist.: Q37847878 Status: § 2a Stand der BDA-Liste: 2025-06-30 Name: Kath. Pfarrkirche Hl. Quirinus GstNr.: .1 Pfarrkirche Pierbach  |
| ja   | Datei hochladen | Pfarrhof HERIS-ID: 19551 Objekt-ID: 15849                       | Dorfstraße 1 Standort KG: Pierbach        | Der zweigeschoßige Bau aus dem 17./18. Jahrhundert wurde in den 1950er Jahren sowie 1989 renoviert. | BDA-Hist.: Q37847902 Status: § 2a Stand der BDA-Liste: 2025-06-30 Name: Pfarrhof GstNr.: .4/1                                           |
| ja   | Datei hochladen | Aufbahrungshalle HERIS-ID: 19552 Objekt-ID: 15850               | neben Dorfstraße 24 Standort KG: Pierbach | Die Aufbahrungshalle befindet sich auf dem Friedhofsgelände und wurde in der dritten Dekade des 19. Jahrhunderts errichtet. | BDA-Hist.: Q37847919 Status: § 2a Stand der BDA-Liste: 2025-06-30 Name: Aufbahrungshalle GstNr.: .13/2                                  |